# Чортковский район
Чортко́вский райо́н (укр. Чорткі́вський райо́н) — административная единица на юге Тернопольской области Украины.
Административный центр — город Чортков.

## География
Площадь района — 5027,5 км² (в старых границах до 17 июля 2020 года — 903 км²).
Район граничит на севере с Тернопольским районом.
Основные реки — Серет, Ничлава.

## История
Район образован в УССР в 1940 году. 19 марта 1959 года к Чортковскому району был присоединён Белобожницкий район.
17 июля 2020 года в результате административно-территориальной реформы район был укрупнён, в его состав вошли территории:
- Чортковского района,
- Борщёвского района,
- Бучачского района,
- Гусятинского района,
- Залещицкого района,
- Монастырисского района,
- Будановского и Великоговиловского сельских советов Теребовлянского района,
- а также города областного значения Чортков.

## Население
Численность населения района в укрупнённых границах — 334,3 тыс. человек.
Численность населения района в границах до 17 июля 2020 года по состоянию на 1 января 2020 года — 42 832 человека, из них городского населения — 3 334 человека (город Заводское), сельского — 39 498 человек.

## Административное устройство
Район в укрупнённых границах с 17 июля 2020 года делится на 22 территориальные общины (громады), в том числе 7 городских, 8 поселковых и 7 сельских общин (в скобках — их административные центры):
- Городские:
  - Чортковская городская община (город Чортков),
  - Борщёвская городская община (город Борщёв),
  - Бучачская городская община (город Бучач),
  - Залещицкая городская община (город Залещики),
  - Копычинецкая городская община (город Копычинцы),
  - Монастырисская городская община (город Монастыриска),
  - Хоростковская городская община (город Хоростков);
- Поселковые:
  - Гримайловская поселковая община (посёлок Гримайлов),
  - Гусятинская поселковая община (посёлок Гусятин),
  - Заводская поселковая община (посёлок Заводское),
  - Золотопотокская поселковая община (посёлок Золотой Поток),
  - Коропецкая поселковая община (посёлок Коропец),
  - Мельнице-Подольская поселковая община (посёлок Мельница-Подольская),
  - Скала-Подольская поселковая община (посёлок Скала-Подольская),
  - Толстенская поселковая община (посёлок Толстое);
- Сельские:
  - Белобожницкая сельская община (село Белобожница),
  - Бильче-Золотецкая сельская община (село Бильче-Золотое),
  - Васильковецкая сельская община (село Васильковцы),
  - Иване-Пустенская сельская община (село Иване-Пусте),
  - Колындянская сельская община (село Колындяны),
  - Нагорянская сельская община (посёлок Нагорянка),
  - Трибуховская сельская община (село Трибуховцы).

### История деления района
Количество местных советов (рад) в старых границах района до 17 июля 2020 года:
- городских — 1
- поселковых — 2
- сельских — 42

Населённые пункты в старых границах района до 17 июля 2020 года
Количество населённых пунктов в старых границах района до 17 июля 2020 года:
- городов районного значения — 1
- посёлков городского типа — 2
- сёл — 53
- посёлков сельского типа — 1

| - Чортковский городской совет город Чортков - Заводской поселковый совет пгт Заводское - Нагорянский поселковый совет пгт Нагорянка - Базарский сельский совет село Базар - Белобожницкий сельский совет село Белобожница село Калиновщина село Семаковцы - Беловский сельский совет село Белая - Босыровский сельский совет село Босыры - Бычковский сельский совет село Бычковцы - Великочерноконецкий сельский совет село Великие Черноконцы - Горишневыгнанский сельский совет село Горишняя Выгнанка село Переходы - Давыдковский сельский совет село Давыдковцы - Джуринский сельский совет село Джурин село Джуринская Слободка - Заболотовский сельский совет село Заболотовка - Залесянский сельский совет село Залесье - Звинячский сельский совет село Звиняч село Скоморошье - Капустинский сельский совет село Капустинцы - Колындянский сельский совет село Колындяны - Косовский сельский совет село Косов - Коцюбинчицкий сельский совет село Коцюбинчики село Зелёная - Кривеньковский сельский совет село Кривенькое село Васильков - Малочерноконецкий сельский совет село Малые Черноконцы - Миловецкий сельский совет село Миловцы - Мухавский сельский совет село Мухавка | - Палашовский сельский совет село Палашовка село Криволука - Пастушьевский сельский совет село Пастушье - Полевецкий сельский совет село Полевцы - Пробежнянский сельский совет село Пробежная - Рыдодубовский сельский совет село Рыдодубы село Белый Поток - Ромашовский сельский совет село Ромашовка - Росохачский сельский совет село Росохач - Свидовской сельский совет село Свидова село Антонов - Скородинский сельский совет село Скородинцы - Сокиринецкий сельский совет село Сокиринцы - Сосулевский сельский совет село Сосулевка - Староягельницкий сельский совет село Старая Ягельница село Черкавщина - Тарнавский сельский совет село Тарнавка - Толстеньковский сельский совет село Толстенькое - Угринский сельский совет село Угринь - Улашковский сельский совет село Улашковцы - Черноконецко-Волянский сельский совет село Черноконецкая Воля - Швайковский сельский совет село Швайковцы - Шманьковский сельский совет село Шманьковцы - Шманьковчицкий сельский совет село Шманьковчики - Шульгановский сельский совет село Шульгановка село Долина - Ягельницкий сельский совет село Ягельница |

## Достопримечательности
Нагорянський конезавод, с. Нагорянка, Чортковский район, Тернопольская обл.
Специализация: украинская верховая, ч/к арабская, новоалександровская тяжеловозная